# Степаненко Олена Григорівна
Олена Григорівна Степаненко (8 квітня 1953, Сталінград ) — радянська і російська артистка розмовного жанру, акторка, заслужена артистка Росії (1995).

## Біографія
Народилася у Сталінграді (нині — Волгоград). Після закінчення школи приїхала в 1972 р. до Москви і вступила до ГІТІСу на відділення акторів музичного жанру.
Починає виступати з 1979 р. Із цього ж року — акторка Московського театру естради, де виконувала ролі в декількох спектаклях. У театрі й естрадних гумористичних виступах грає разом з чоловіком, Євгеном Петросяном. Також знімалася в кіно.

## Особисте життя
- Була закохана в комедійного актора й оперного співака Владлена Христенка, батька Ігоря Христенка
- Перший чоловік Олександр Васильєв — відомий у минулому піаніст, схожий зовні на Петросяна, з 82-го по 88-й рік працював з Винокуром. Він вивів Олену на велику естраду, вже тоді вона пародіювала акторів і добре співала, він акомпанував їй, від нього вона пішла до Петросяна. Сьогодні він працює в музичному колективі Ейленкріг. Зараз у нього інша сім'я.
- Другий чоловік — Євген Ваганович Петросян.
- Олена Григорівна бере участь у Блакитному вогнику з 1999 року по теперішній час.

## Фільмографія
- 1990 — Мишоловка — місіс Бойл
- 1990 — Самогубець — Клеопатра Максимівна
- 2000 — Формула щастя — кума
- 2001—2003 — Кишкін будинок — Мальвіна Степанівна Киш
- 2008 — Золота рибка — кума Агрипина
- 2010 — Морозко — оповідачка
- 2012 — Червона Шапочка — королева-мачуха

### Озвучування мультфільмів
- 1981 — Одного ранку
- 1981 — Нітрохи не страшно
- 1982 — Чучело-Мяучело
- 2001 — Дора-Дора-помідора